# Verbascum subalpinum
Verbascum subalpinum är en flenörtsväxtart som beskrevs av Bruegg.. Verbascum subalpinum ingår i släktet kungsljus, och familjen flenörtsväxter. Inga underarter finns listade i Catalogue of Life.